# NGC 2808
NGC 2808 هي مجرة تتبع كوكبة الجؤجؤ. اكتشفها جيمس دنلوب في 7 مايو 1826.

## روابط خارجية
- NGC 2808 على موقع ويكي سكاي: DSS2, SDSS, GALEX, IRAS, Hydrogen α, X-Ray, Astrophoto, Sky Map, Articles and images